# Hněvotín
Hněvotín (in tedesco Nebotein) è un comune della Repubblica Ceca facente parte del distretto di Olomouc, nella regione di Olomouc.